# Piscopia (krater)
Piscopia är en nedslagskrater med en diameter på 26 kilometer, på planeten Venus. Piscopia har fått sitt namn efter den italienska filosofen, teologen och matematikern Elena Cornaro Piscopia.